# Сертунг
Серту́нг (индон. Pulau Sertung, Верлатен-Эйланд, Verlaten-Eiland от нидерл. verlaten eiland — «необитаемый остров») — вулканический остров в Зондском проливе Индонезии, между островами Ява и Суматра. Расположен к северо-западу от острова Раката, на котором расположен вулкан Кракатау (813 м), к западу от островов Анак-Кракатау и Раката-Кечил. Административно относится к округу Южный Лампунг суматранской провинции Лампунг. Наивысшая точка — 182 м над уровнем моря.